# Isola d'Asti
Isola d'Asti (Ìsola d'Ast in piemontese) è un comune italiano di 1 943 abitanti della provincia di Asti in Piemonte.

## Storia

### Simboli
Lo stemma del comune di Isola d'Asti è stato concesso con regio decreto del 28 settembre 1929.
Nello stemma è rappresentata la torre civica medievale che è stata adattata a campanile della parrocchiale di San Pietro. 
Il gonfalone municipale è stato concesso con il decreto del presidente della Repubblica del 2 ottobre 1989.

## Società

### Evoluzione demografica
Abitanti censiti

## Infrastrutture e trasporti
L'abitato è interessato dal percorso della Strada Statale 456 del Turchino.
La stazione di Isola d'Asti e la fermata di Molini d'Isola, quest'ultima a servizio dell'omonima frazione e soppressa nel 2003, sorgono lungo la ferrovia Castagnole-Asti-Mortara, chiusa al traffico nel 2012 e riaperta nel 2018 ai treni turistici lungo la tratta Asti-Castagnole Lanze-Nizza Monferrato.

## Geografia antropica
Il comune è composto dal capoluogo, denominato Isola Piano, e dalle frazioni di Mongovone, Villa, Repergo, Chiappa, Molini.

## Amministrazione
Di seguito è presentata una tabella relativa alle amministrazioni che si sono succedute in questo comune.
| Periodo        | Periodo        | Primo cittadino           | Partito                        | Carica  | Note  |
| -------------- | -------------- | ------------------------- | ------------------------------ | ------- | ----- |
| 11 giugno 1985 | 29 giugno 1990 | Piero Vastadore           | Democrazia Cristiana           | Sindaco | [ 6 ] |
| 29 giugno 1990 | 24 aprile 1995 | Piero Vastadore           | Democrazia Cristiana           | Sindaco | [ 6 ] |
| 24 aprile 1995 | 14 giugno 1999 | Alberto Carlo Botto       | Partito Popolare Italiano      | Sindaco | [ 6 ] |
| 14 giugno 1999 | 14 giugno 2004 | Erildo Ferro              | lista civica                   | Sindaco | [ 6 ] |
| 14 giugno 2004 | 8 giugno 2009  | Alberto Carlo Botto       | lista civica                   | Sindaco | [ 6 ] |
| 8 giugno 2009  | 26 maggio 2014 | Franco Giovanni Cavagnino | lista civica                   | Sindaco | [ 6 ] |
| 26 maggio 2014 | 26 maggio 2019 | Fabrizio Pace             | lista civica Insieme per Isola | Sindaco | [ 6 ] |
| 27 maggio 2019 | in carica      | Michael Vitello           | lista civica Isola c'è         | Sindaco | [ 6 ] |